# Pod wulkanem (powieść)
Pod wulkanem (ang. Under the Volcano) – powieść angielskiego pisarza Malcolma Lowry’ego, opublikowana w 1947.
Pod wulkanem jest najważniejszą książką w dorobku Lowry’ego. Z racji podejmowanej tematyki, powieść należy do kanonu literatury XX wieku.

## Treść
Akcja powieści rozgrywa się w ciągu jednego dnia. Jej główny bohater, konsul (będący alter ego autora) – były dyplomata brytyjski, Geoffrey Firmin – zapija się w meksykańskim upale. Jego upadku nie są w stanie powstrzymać żona Yvonne oraz brat Hugh. Mimo egzotycznego tła (Cuernavaca), jest to dzieło na wskroś europejskie i oddaje lęki końca lat trzydziestych – w Hiszpanii właśnie dogorywa wojna domowa.

## Adaptacje
Powieść została sfilmowana w 1984 (Pod wulkanem) przez amerykańskiego reżysera Johna Hustona. Geoffreya Firmina zagrał Albert Finney.
W Polsce teatralnej adaptacji powieści dokonał Jerzy Grzegorzewski w przedstawieniu Powolne ciemnienie malowideł (1985), zrealizowanym w Teatrze Studio w Warszawie. Konsula zagrał Marek Walczewski.
Adaptacja powieści wystawiana była też w krakowskim Teatrze Bagatela w 2014.
Książką inspirowana jest piosenka Anity Lipnickiej i Johna Portera „Bones of Love”.